# Giorgia Villa
Pour les articles homonymes, voir Villa (homonymie).
Giorgia Villa (née le 23 février 2003 à Ponte San Pietro) est une gymnaste artistique italienne.

## Carrière
Alors qu'elle est encore junior, elle remporte le concours général individuel et le concours des barres lors des Championnats d'Italie senior en 2018.
Elle remporte ensuite trois médailles d'or junior aux Championnats d'Europe de gymnastique artistique féminine 2018 : le concours par équipes, le concours général individuel et la poutre. Elle y gagne aussi deux médailles d'argent au saut et au sol.
Lors des Jeux olympiques de la jeunesse de 2018, elle remporte de nouveau trois médailles d’or individuelle et une d’argent et notamment celle du concours général dominant la compétition.
Elle est médaillée d'or par équipes et aux barres asymétriques aux Jeux méditerranéens de 2022.
Elle est médaillée d'or par équipes aux Championnats d'Europe de gymnastique artistique féminine 2022 à Munich puis médaillée d'argent par équipes aux Championnats d'Europe de gymnastique artistique 2023.
Aux Jeux olympiques d'été de 2024, Villa aide l'Italie à se qualifier pour la finale par équipes en se classant deuxième. Au cours de la finale par équipes, Villa contribue à la deuxième place de l'Italie, égalant ainsi le meilleur classement olympique par équipes de l'Italie. La dernière fois que les femmes italiennes ont remporté une médaille olympique par équipes, c'était 96 ans auparavant, aux Jeux olympiques d'été de 1928. Pendant les Jeux olympiques, Villa est devenue virale sur Internet pour son contrat de sponsoring mettant en avant le Parmigiano Reggiano.

## Palmarès
- Jeux Olympiques Paris 2024 :
  -  médaille d'argent au concours général par équipe

- Championnats d'Europe 2023
  -  médaille d'argent au concours général par équipe

- Championnats d'Europe 2022
  -  médaille d'or au concours général par équipe